# Dłużyna (województwo wielkopolskie)
Dłużyna – wieś w Polsce położona w województwie wielkopolskim, w powiecie leszczyńskim, w gminie Włoszakowice.

## Historia
Wieś pierwotnie związana była z Wielkopolską. Ma metrykę średniowieczną i istnieje prawdopodobnie od początku XIII wieku. Wymieniona pierwszy raz w dokumencie zapisanym po łacinie z 1210 jako Dyznik, 1278 Dłuzyno, 1286 Dlusino, 1294 Dluzino, 1421 Dluschyno, 1439 Dluszyna, 1440 Dluszino, 1445 Dluzina, 1453 Dluschyna, 1462 Dlusina.
Miejscowość początkowo była własnością szlachecką, a później stała się przejściowo wsią kościelną, a następnie ponownie szlachecką. Należała do lokalnych rodów szlacheckich Dłużyńskich, którzy od nazwy wsi utworzyli swoje odmiejscowe nazwisko, a także Gryżyńskich, Jaszkowskich, Włoszakowskich, Opalińskich. W 1445 leżała w powiecie kościańskim Korony Królestwa Polskiego. W 1510 należała do parafii Charbielin.
Pierwsza wzmianka przypisywana wsi pochodzi z 1210 kiedy książę wielkopolski oraz kaliski Władysław Odonic nadał klasztorowi cystersów w Pforcie w Turyngii m.in. wieś Dłużynę w celu założenia nowego klasztoru w kasztelanii przemęckiej. Lokacja ta nie została zrealizowana. Identyfikacja Dłużyny z nazwą zapisaną w dokumencie jest jednak polemiczna. Wydawcy Słownika historyczno-geograficznego województwa poznańskiego w średniowieczu przyjęli tę wersję zastrzegając jednak, że ze względu na przekręconą formę nazwy wsi „Dyznik” , która widnieje w średniowiecznym dokumencie identyfikacja ta jest niepewna.
Pierwsza pewna wzmianka pochodzi z 1286 kiedy komes Bogusza w swoim testamencie legował klasztorowi lubińskiemu wsie Charbielin i Dłużynę oraz jezioro Kosino i połowę jeziora Trzebidzkiego. Po jego śmierci sprzeciwili się temu jego bratankowie Mściwój syn Blizbora, Detlep oraz Piotr i jego synowie. Książę wielkopolski Przemysł II przysądził wieś klasztorowi w Charbielinie. W kolejnym dokumencie datowanym na 1302 rok i wystawionym przez kancelarię po śmierci Przemysła II potwierdzono posiadłości klasztoru lubińskiego wymieniając m.in. Dłużynę z jeziorem Kosino oraz połowę jeziora Trzebidzkiego.
W 1415 właścicielem części Machcina i Dłużyny był Przybysław Gryżyński z Brenna. W 1429 na jego rzecz woźny sądu ziemskiego zapowiedział wszelkie pożytki z dziedzin Włoszakowice oraz m.in. z Dłużyny. W 1429 odnotowany został proces Przybysława Gryżyńskiego z Mikołajem kmieciem z Sokołowa, w którym dwaj poręczyciele kmiecia potwierdzili w sądzie jego zeznania, że za ich poręczeniem wydano mu dwie siekiery u Przybysława we Włoszakowicach, a nie w Dłużynie.
W 1439 Andrzej i Wojsław z Gryżyny pozwani zostali przez Andrzeja Jaszkowskiego z Jaszkowa o równy podział dóbr Brenna wraz z wsiami, a w tym m.in. Dłużyny jakie odziedziczyli po stryju Przybysławie Gryżyńskim. W 1445 nastąpił podział tych dóbr pomiędzy Jana z Jaszkowa, a Andrzeja i Wojsława braćmi niedzielnymi z Gryżyny. Andrzej oraz Wojsław otrzymali Brenno wraz z przyległymi wsiami, w tym m.in. z Dłużyną. W 1462 Wojciech Wojsław Włoszakowski odstąpił w działach Janowi, Maciejowi, Mikołajowi i Andrzejowi braciom niedzielnym z Gryżyny Gryżynę oraz m.in. Dłużynę. 
W 1471 Andrzej z Dłużyna Dłużyński zapisał swojej żonie Helenie z domu Skoraczewskiej po 400 złotych węgierskich posagu oraz wiana na całej wsi Dłużyna. W 1479 tenże zapisał żonie Małgorzacie po 200 kóp posagu i wiana na połowie swoich części we Włoszakowicach, Brennie oraz m.in. Dłuzyny oraz Charbielina. W 1485 Andrzej Gryżyński sprzedał sołectwo w Dłużynie swoim siostrzeńcom Janowi i Wojciechowi braciom niedzielnym z Boszkowa za 100 grzywien z zastrzeżeniem prawa wykupu.
W 1510 we wsi były dwa łany sołeckie, 2 i 1/4 łana kmiecego, a wszystkie uprawiała pani Włoszakowska. W 1513 Opalińscy odziedziczyli Dłużynę, Charbielin oraz Grotniki po śmierci Jarosława syna Andrzeja Gryżyńskiego i Małgorzaty Opalińskiej. W 1520 nastąpił podział dóbr po ojcu i matce między Piotrem Opalińskim, a Łukaszem, Sebastianem, Janem i Maciejem dziedzicami we Włoszakowicach, w wyniku którego ci ostatni otrzymali m.in. Dłużynę. Wieś odnotowana została w rejestrach podatkowych. W 1530 w miejscowości pobrano podatki z 5 łanów, 3 grosze od karczmy. W 1563 odnotowano podatki z 10 i 1/4 łana oraz karczmy dorocznej. W  1581 z 12 łanów, od 2 komorników po 8 groszy oraz od jednego krawca.
Wskutek II rozbioru Polski w 1793 wieś wraz z okolicą przeszła pod władanie Prus i jak cała Wielkopolska znalazła się w zaborze pruskim. W okresie Wielkiego Księstwa Poznańskiego (1815-1848) miejscowość wzmiankowana jako Dłużyn należała do wsi większych w ówczesnym pruskim powiecie Kosten rejencji poznańskiej. Dłużyn należał do okręgu śmigielskiego tego powiatu i stanowił część majątku Machcin, który należał wówczas do Micary. Według spisu urzędowego z 1837 roku Dłużyn liczył 263 mieszkańców, którzy zamieszkiwali 37 dymów (domostw).
W latach 1975–1998 miejscowość administracyjnie należała do województwa leszczyńskiego.

### Kalendarium
- rok 1503 – Dłużynę kupił chorąży poznański Piotr Opaliński od Andrzeja Gryżyńskiego,
- rok 1660 – wyniku najazdu Szwedów zostało zniszczonych w Dłużynie aż 11 domów na 25 istniejących,
- 9 października 1667 roku – biskup Maciej Kurski konsekrował kościół w Dłużynie,
- rok 1698 – Dłużyna będąca częścią klucza włoszakowickiego staje się majątkiem Stanisława Leszczyńskiego, po jego ślubie z Katarzyną Opalińską,
- 19 lipca 1738 roku – Dłużyna wraz z całym kluczem włoszakowickim stała się częścią majątku Aleksandra Józefa Sułkowskiego,
- 23 maja 1762 roku – właścicielem Dłużyna został Franciszek Sułkowski,

W miejscowości działa szkoła podstawowa oraz gimnazjum.
Zobacz też: Dłużyna, Dłużyna Dolna, Dłużyna Górna